# SPA!
『SPA!』（スパ!）は、フジサンケイグループ傘下の出版社、扶桑社が発行している日本の総合週刊誌。通称『週刊SPA!』。

## 沿革

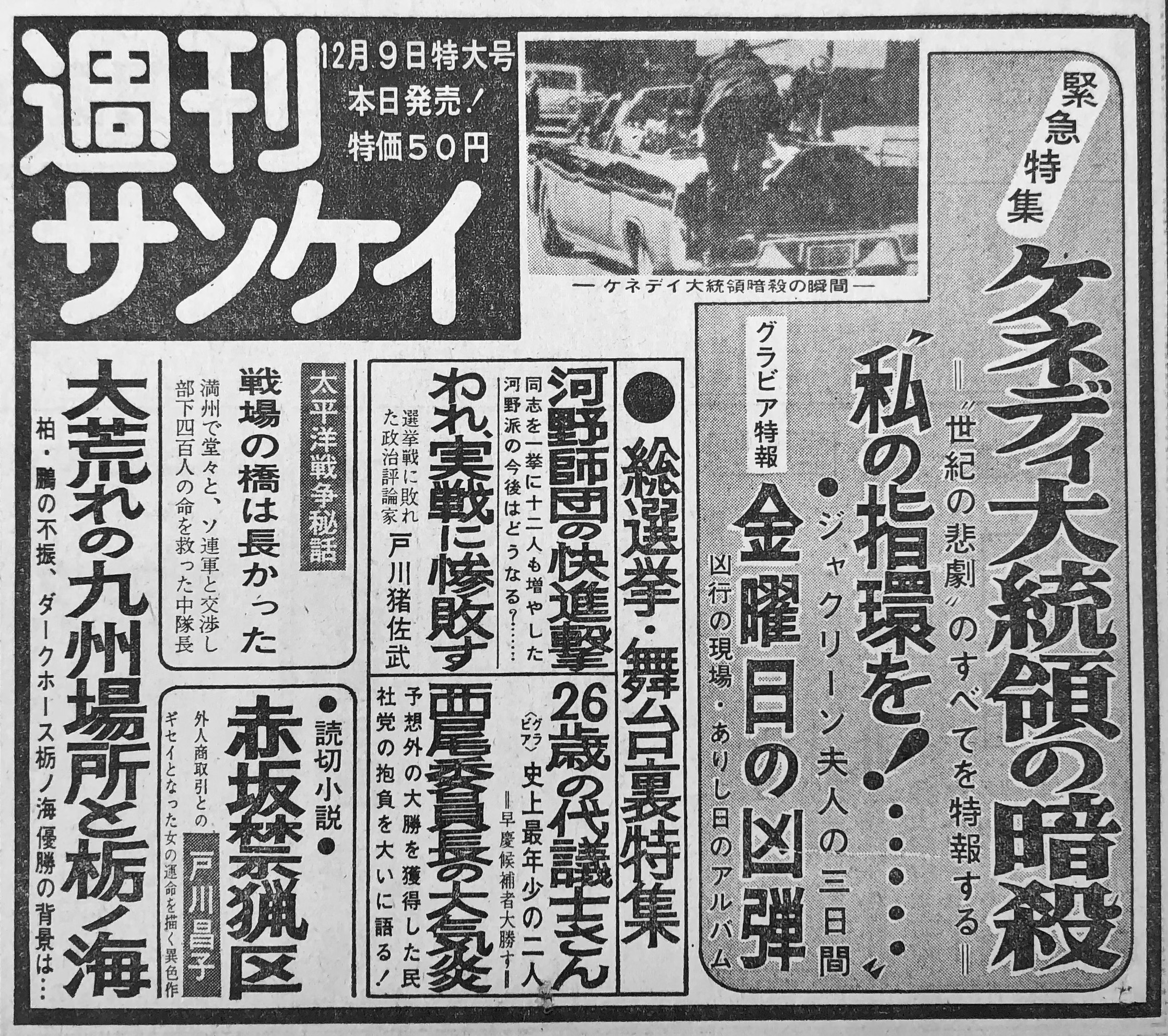
『週刊サンケイ』1963年12月9日号の新聞広告

1952年、「週刊サンケイ」が産経新聞社出版局から創刊された。
その後、産経新聞社出版局が分社・サンケイ出版を経て、フジテレビ系の扶桑社と統合・合併し、版権を移動したのち、1988年6月、産経新聞の題号変更（「サンケイ」→「産経新聞」）に伴い「週刊サンケイ」は雑誌名と記事内容を若者向けに大幅刷新することになり、新たな雑誌として「週刊SPA！」が創刊された。その時、雑誌サイズは週刊サンケイ時代の「B5」から「B5変形」に変更された。創刊からの号数（バックナンバー）は「週刊サンケイ」の号数をそのまま承継している。
「新装刊号」とされた1988年6月9日号のキャッチは「スパ！と図星発見ー情報と遊べる痛快WEEKLY」となっている。表紙は嶋田久作。巻頭は「木村太郎 vs 久米宏」の対談記事が組まれ、同年4月までNHKの「ニュースセンター9時」とテレビ朝日の「ニュースステーション」のメインキャスターとして比較される立場の2人であった。翌号も「長嶋茂雄 vs ビートたけし」など大型対談を連続掲載した。
誌名は「世相をスパッ！と斬る」から「SPA！」が採用された（「すっぱ抜き」からという説も）。創刊当時のキャッチコピーは「“週刊誌の突然変異”」。現在の題字ロゴは1989年4月から使用している。
「週刊SPA！」の初代の編集長にはフジテレビの元プロデューサー宇留田俊夫が就任した。
2代目編集長には、青人社からスカウトされた渡邊直樹が就任した。1990年代前半は、小林よしのりの『ゴーマニズム宣言』をはじめ、数々の連載企画がスタートし、「週刊SPA！」は当時最も勢いのある週刊誌とも言われた。オタクを売り物にした宅八郎の連載記事やオヤジギャルを題材にした中尊寺ゆつこの漫画などヒット作品を連発した。
しかし、2000年代になるとインターネットが普及したことにより、多くの週刊誌の部数が減少し、日本の週刊誌業界は厳しい時代に突入した。「週刊SPA!」も例外ではなく、2007年度に11億円あった広告収入が、2008年度は7億5000万円に大幅に減少してしまった。この厳しい事態に、当時の「週刊SPA！」の9代目編集長の渡部超（わたなべとおる）は「もう広告のことを考えるのは止めよう」という方針を打ち出し、これからの「SPA!」は広告のない媒体、Web版の有料配信を目指すことにしたという。
10代目編集長の金泉俊輔は週刊SPA！創刊25周年のインタビューで「会社でも従来の仕組みに忠実に乗っかるだけで、ぬくぬくとやっていける世代ではない。既得権がなく、上の世代のようには逃げ切れない。そんな人たちの武器となる、生活を豊かにする情報を提供したい」と語った。
11代目編集長の犬飼孝司は週刊SPA！創刊30周年のインタビューで「編集部員がおもしろいと思ったモノに飛びついて、それを本誌やウェブ、書籍でも掘り下げる。週刊SPA！は仮想通貨を初期からやっている、日本のメディアでは一番詳しいのではないか」「今の日本経済、お金が回っていないのが諸悪の根源。世の中にお金を回すこと…そういうところに斬り込んでいく。スパッと斬って、そこからこぼれ落ちたもの、人があまり目をつけていなかったものに光を当てていきたい」と語った。

## エピソード
- 週刊SPA！には懸賞のコーナーがあるが、SPA！編集長の金泉俊輔は、2018年1月31日放送の「バラいろダンディ」（TOKYO MX）で、いわゆる「懸賞マニア」と思われる人をなるべく当選させないようにしていると明かした。金泉は、送られてきた応募内容の文面を直接確認し、「この人、いかにも（他の応募者と）属性が違う」、「文面が応募マニアっぽい人」と分かると、その応募主を「懸賞マニア」とみなし調整したと述べた[7]。
- 2018年10月までカラーページは人気コーナー「みうらじゅん×リリー・フランキーのグラビアン魂」のため、グラビア印刷を使用。大日本印刷で最後に残ったグラビア誌であった[8]。以降はオフセット印刷となっている[注釈 3]。

## 歴代編集長
- 宇留田俊夫
- 渡邊直樹
- 靍師一彦
- 石光章
- 杉田淳
- 佐藤寿彦
- 秋尾弘史（2003年 - ）
- 光明康成（2006年 - ）
- 渡部超（2008年 - ）
- 金泉俊輔（2013 - ）
- 犬飼孝司（2018 - ）
- 石井智（2022 - 現在）

## テレビCM
1988年の創刊時は、当時来日公演し話題となっていたラスベガスのスターマジシャン・ジークフリート&ロイの世界ツアーにあやかり『週刊誌のホワイトタイガー』というキャッチコピーを使用したテレビCMが主にフジテレビの深夜帯で放映された。1992年頃には当時フジテレビアナウンサーの川端健嗣が出演するCMが作られた。これは川端扮する通勤中のサラリーマンが「ロンドン橋落ちた」のメロディで「週刊誌がたくさん、たくさん、たくさん」と歌いながら駅ホームの売店で「SPA!」を選ぶという内容だった。また、鎧兜を身に付けた女性が日本刀を振り回し「SPA!」と斬りながら叫ぶCMも作られた。

## 連載企画

### 漫画
- ゴーマニズム宣言（小林よしのり、1992年1月22日号～1995年8月9日号、2018年4月10・17日合併号～[注釈 4]）
- 少年イン・ザ・フッド（Ghette Hollywood）
- AV女優ちゃん（峰なゆか）
- 囚囚囚囚（千原ジュニア）

### グラビア
- みうらじゅん×リリー・フランキーのグラビアン魂
- 今週の顔（グラビア＋インタビュー）
- 美女地図
- ずぶ濡れSKE48 (SKE48メンバーの1人グラビア）
- マジロケ!（月1連載・マジカル・パンチラインのメンバーの1人グラビア）
- i☆Ris しゃべるグラビア（2021年5月18日号 - ）

### コラム
- 8cmヒールで踏みつけたい（鈴木涼美）
- 言論ストロングスタイル(倉山満)
- 憂鬱なヘッドバンキング（武田砂鉄）
- はき慣れない来靴を履き潰すまで（若月佑美）※月1連載
- 今日も延長ナリ（爪切男）
- 猫組長と西原理恵子の「ネコノミクス宣言」
- ヘビーユース108（MB）
- 僕が親ならこうするね（ひろゆき）
- 誰も知らなかったゴルフの真実（三觜喜一）
- インテリジェンス人生相談（佐藤優）

### レギュラー
- マネ得
- 飛鳥クリニックは今日も雨（Z李）
- 週刊・匿名記者座談会
- バカはサイレンで泣く（読者投稿企画、1993年 - 2025年6月3・10日号[9]）
  - バカサイ紅白歌合戦（1995年以後、毎年年末に発表）[注釈 5]
- ツイSPA! TV裏レポート
- ジバラーガジェット
- コロナと五輪と不動産
- S級グルメ
- 俺の夜
- SPA! AUTO CLUB
- エッジな人々

（2022年2月現在）

## 過去の連載企画
- これは事件だ（担当の神足裕司が2011年9月にクモ膜下出血で倒れて以後休載中。再開時期は未定）
- ニュースな女たち（篠山紀信撮影による巻頭グラビア）
- 警視庁国際事件課　姫刑事（石ノ森章太郎の漫画　1988年6月〜8月連載）
- オニのやく目玉（やくみつるの4コマ漫画）
- だめんず☆うぉ〜か〜（倉田真由美の漫画）
- 週刊宅八郎（宅八郎によるコラム。批判相手切通理作の自宅電話番号を誌面上に公開し、連載は打ち切られた）
- スイートスポット（“オヤジギャル”ブームを作った中尊寺ゆつこのコメディ劇画）
- 文壇アウトローズの世相放談「これでいいのだ!」（坪内祐三、福田和也の連載対談。ゲストを招き鼎談になることも）
- 秘密結社鷹の爪団 独立愚連広報部 フラッシュアニメ課（蛙男商会が社会問題を暴いたフラッシュアニメ、漫画。色々な会社からクレームがたくさん付いた為、打ち切りになった問題作。）
- Mr.パスカルの報告書 （裁判等を扱った蛙男商会のコメディ漫画。）
- TV無差別級（神足裕司がフジテレビ系で放送の番組を辛口批評）
- 神なき国のガリバー
- 中森文化新聞（1990年代にあった中森明夫が主宰していたコーナー）
- 空想科学的“生活向上委員会”（柳田理科雄によるコラム）
- からまん（唐沢なをきの漫画、天然記念物のトキが性格の悪い課長であるという設定のトキ課長シリーズが評判になる）
- ニッポンの未明〜憂国妄想マンガ （さかもと未明の漫画）
- 激裏クリニック
- ビッグダディのさすらい乱取り
- 『負け美女』のオトコ観察絵日記 痛男(イタメン)!（犬山紙子）
- 東京ペログリ日記リターンズ（田中康夫）
- デジペディア
- おちまさとプロデュース「社長の腹」
- 寝言サイズの断末魔（松尾スズキ）
- うああ心理学入悶（須賀原洋行の漫画）
- 中華人民毒報
- どるばこ（美女タレント発掘&応援プロジェクト）
- タイツくん大人のたしなみ通信講座
- 江川達也の時事漫画 にあいこ≒るリアル
- ゴハンスキー（清野とおる）
- ロマンス暴風域（鳥飼茜、2016年10月25日号～）
- 他人円満（犬山紙子）
- 湯遊白書（まんしゅうきつこ）
- ぼっち村（市橋俊介）
- アラサーちゃん（峰なゆか）
- ネット炎上観察記（ひろゆき）
- ニュースバカ一代（勝谷誠彦）
- ニュースコンビニエンス
- SKE48のふたり遊び
- できるかな（西原理恵子の漫画。不定期連載）
- 月夜のグルメ (原案・舞城王太郎　漫画・奥西チエ)
- 全員くたばれ！大学生（サレンダー橋本）
- ぼっちぼち村（市橋俊介）
- ドン・キホーテのピアス（鴻上尚史）
- 東京スナイパー（大根仁）
- すべて忘れてしまうから（燃え殻）
- 大J林（千原ジュニア）

ほか

## 賞
優秀な成人向け漫画に対して贈られる賞「このエロマンガがすごい!」を定期的に開催している。

### グラビアン魂アワード
| 年          | みうらじゅん大賞 | リリー・フランキー大賞 | みうらじゅん個別賞 | リリー・フランキー個別賞 | 備考                     |
| ----------- | ---------------- | ---------------------- | --- | --- | ------------------------ |
| 2012        | 北条麻妃         | 佐々木心音             | 愛のエンジェル賞：篠崎愛 愛の二丁目賞：杉作J太郎 愛の黒ランジェ賞：太田千晶 愛のレオタード賞：水樹たま                                                                                              | 完成されたで賞：篠崎愛 男汁ダイナマイト賞：杉作J太郎 かわいさ親善大使賞：紗綾 ピュアピュアガール賞：高嶋香帆                                                                                            | グランプリ：壇蜜         |
| 2013        | 亜里沙           | 佐山彩香               | 超美熟女賞：風間ゆみ 森林浴ボディ賞：岸明日香 エロス降臨賞：葉加瀬マイ ベビーカステラ賞：水樹たま                                                                                                   | かわいさに清潔感があるで賞：麻倉みな 極上の女で賞：亜里沙 気になる存在で賞：鷹羽澪 タマゴン賞：水樹たま                                                                                                 | 特別賞：絵梨花、理々香   |
| 2014        | 橋本マナミ       | 西田麻衣               | なんというボディで賞：染谷有香 なんという色気で賞：川上ゆう なんというコケティッシュ賞：涼本めぐみ なんというムチムチで賞：星名美津紀 なんという熟女で賞：北山みつき なんという正統派で賞：高崎聖子 | ナイスプリプリ賞：安枝瞳 最強のエロラバー賞：橋本マナミ ビューティープロポーション賞：佐々木麻衣 かわいいサイボーグ賞：おのののか 気になりポッチャリ賞：森田芽衣 エロティック・スカイツリー賞：染谷有香 |                          |
| 2015        | 柳ゆり菜         | 柳ゆり菜               | 平成和服美人賞：神室舞衣 こんなOLいたらいいな賞：清水みさと 熟クイーン：翔田千里 巨乳&ピース賞：柳瀬早紀 よくやってくれたで賞：森下まゆみ                                                           | なんという胸のかたちで賞：青山ひかる なんという完璧さで賞：岡田紗佳 なんというかわいらしさで賞：筧美和子 なんという上品な色香で賞：松川佑依子 なんというなまめかしさで賞：麻生亜実                      | [ 注釈 7 ]               |
| 2016        | 神室舞衣         | 石川恋                 | セクシー発育良好で賞：都丸紗也華 こんなお姉さんが欲しいで賞：佐藤衣里子 ルノアールの絵画で賞：松本菜奈実 新婚旅行はこのコに決まりで賞：伊藤えみ 完熟女ここに極まるで賞：真梨邑ケイ                  | 本当に好きな顔で賞：佐々木あき ハッとしてGOOD!(古!)で賞：犬童美乃梨 大菩薩峠x2で賞：YUNO カムバック・ビューティで賞：山崎真実 毎年気になるで賞：麻生亜実                                                |                          |
| 2017        | 橘花凛           | 小倉優香               | 男を悩ますのもホドホドにして賞：冴季澪 セクシーすぎるアナで賞：塩地美澄 こんな花嫁と添い遂げたいで賞：三浦はづき こんな先生の生徒になりたいで賞：紺野栞 マッスル・セクシーで賞：才木玲佳            | マジカルにんにんで賞：忍野さら 女の天和(てんほう)で賞：岡田紗佳 ファンタジーロリーで賞：長澤茉里奈 むちむちいやし賞：和地つかさ                                                                         | 功労賞：原幹恵、熊田曜子 |
| 2018        | 大橋ミチ子       | 天木じゅん             | ここがパラダイスで賞：永尾まりや 熟す熟す妖艶賞：平塚千瑛 女神みたいで賞：彩川ひなの 愛人はこうでなくっちゃ賞：和久井雅子 スキがありすぎで賞：塩地美澄                                              | なんという色気で賞：川崎あや 強さと美しさを感じるで賞：小瀬田麻由 やわらか犬童で賞：犬童美乃梨 ビューティフルメロディーで賞：みうらうみ ただ素晴らしいで賞：橋本梨菜                                    |                          |
| 2019        | 棚橋弘至         | 棚橋弘至               | 黒ランジェ似合いすぎで賞：菜乃花 キャッツアイ賞：森咲智美 畳の上の妖精で賞：AKO キレイすぎるお姉さんで賞：芳野友美 19歳とは思えないで賞：安位薫                                                     | たいした小悪魔で賞：安位薫 いま一番かわいい顔で賞：くりえみ ドッキリ小動物賞：京佳 インスタありがとう賞：森咲智美 本当の美人で賞：竹内渉                                                                | [ 注釈 7 ]               |
| 2020        | みねりお         | ももせもも             | ナイスビーナスで賞：伊織いお ゴージャスボディは極楽で賞：小田飛鳥 佐賀の女王で賞：ちとせよしの ギュッとしたくなるで賞：小泉かな 和室のOL完全無欠で賞：薄井しお里                                    | 憧れの女性で賞：片山萌美 エロさに人柄にじみ出てるで賞：小田飛鳥 スマイルシンデレラ賞：川村那月 ドラマチックビーナス賞：街山みほ ずっとあなたが好きだから賞：吉田里深                                    |                          |
| 2021 上半期 | 沢地優佳         | 舞子                   | いいな、いいな賞：夏来唯 大人の女性で賞：中島史恵 正直かわいいで賞：小湊優香 | クイーン・オブ・グラビア賞：くりえみ 瞳はダイアモンドで賞：葉月つばさ なまめかしい美しさで賞：小湊優香                                                                                                  |                          |
| 2021 下半期 | 名取くるみ       | 辻りりさ               | 夢は叶うで賞：叶夢 パーフェクトぱつこで賞：ぱつこ リンだ！リンだ！賞：高橋凛 | 本物の美人で賞：都丸紗也華 ビューティー・フェミニズム賞：十枝梨菜 キューティー生命力賞：Mayuri |                          |
| 2022        | 王子妃           | 風吹ケイ               | 無防備なんだもの賞：海里 幸せを感じるんだもの賞：能美真奈 ムードがあるんだもの賞：藤乃あおい カッコイイんだもの賞：森咲智美 グラビアクイーンなんだもの賞：天木じゅん                                | セクシー&キューティ賞：藤乃あおい トップ・オブ・ザ・ビューティ賞：雪平莉左 ベスト・プリティ賞：藤田もも ドラマチック・アイ賞：桜井木穂 ビューティフル・レディ賞：熊切あさ美                             |                          |
| 2023        | 沢地優佳         | 大久保桜子             | 芸術は爆発だ賞：柳瀬さき もはやビーナスで賞：風間ゆみ セクシー豊穣の神賞：星乃うめ ビューティ女豹賞：草野綾 カムバック森の妖精賞：鈴木ふみ奈                                                        | ハピネスガール賞：花巻杏奈 CUTIE&SEXY賞：櫻井音乃 ふんわりプリティ賞：高橋かの 地球より丸いで賞：真田まこと かなりモテるで賞：佐々木萌香                                                                |                          |
| 2024        | 沖田杏梨         | 高橋かの               | セイント・ビューティ賞：吉田実紀 アート・ボディ賞：風吹ケイ ワールドワイド・グラビア賞：潮崎まりん アンニュイ・クイーン賞：あべみほ                                                                 | 完璧の完璧賞：斎藤恭代 クイーン・オブ・グラビア賞：沢口愛華 ミステリアス・ビューティ賞：高砂ミドリ クリエイティブ・キューティ・ボム賞：あにお天湯                                                       |                          |

## ミスSPA!

### 2021年
- グランプリ：山本栞、山田愛穂（うたた寝シエスタ）、ツジ・ルイス[15]

### 2022年
- グランプリ：峰尾こずえ、新唯、中村みずき[16]

### 2023年
- グランプリ：心愛、萌花、戸塚咲季[17][18]

### 2024年
- グランプリ：吉瀬結、堀りま、三田のえ[19]

## SPA!フェス

### SPA!フェス
創刊30周年を記念した新旧連載陣によるスペシャルイベント。2018年5月18日から6月10日の1か月間の金、土、日曜にLOFT9 Shibuyaで行われた。また、開催期間中は渋谷ロフト9のカフェスペースで30年の歴史を振り返る展覧会も実施。

### SPA!フェス31
2019年6月28日から30日にかけて時事通信ホールで5公演を行った。
- ニュー・リッチ・オールスターズpresent 投資家祭り（28日19:00～）
  - 700ニキ
  - 502おじさん
  - たそがれ
  - 金森重樹
  - 宮脇咲
  - 上原亜衣
- マジカル・パンチライン&CHERRSEE present アイドル祭り（29日13:00～）
  - マジカル・パンチライン
  - CHERRSEE
- MB（ファッションバイヤー）present ファッションアディクト全員集合（29日18:00～）
  - MB
  - 峰なゆか
  - 椎名そら
- まんきつ（漫画家）presents 私が愛したサウナ（30日13:00～）
  - まんきつ
  - 忍野さら
  - 清水みさと
  - 姫乃たま
  - 本庄鈴
  - サウナーヨモギダ
- 千原ジュニア（芸人）presents 勝手に表彰状、勝手に絶縁状（30日18:00～）
  - 千原ジュニア
  - 三又又三
  - ツーナッカン中本
  - てつみち
  - たけだバーベキュー

### SPA!フェス2021プール撮影会
さいたま水上公園の屋外プールエリアを全面貸切し、スペシャルゲストとミスSPA!セミファイナリスト総勢50名の撮影会である。
スペシャルゲスト
- 沖口優奈
- 辻りりさ
- 村上りいな
- 宮永薫
- 葉月つばさ
- 日向葵衣
- 船岡咲
- 草野綾
- 五城せのん
- 竜胆ユリカ
- 石井ひなこ
- 朝陽りさ
- 益田アンナ
- 吉乃愛恵
- 赤羽もも
- 高崎かなみ
- 新海まき
- 春名美波
- 崎川みずき
- 鈴木聖
- 新田ゆう

### SPA!フェス2022プール撮影会inしらこばと水上公園[20]
2022年9月23日、24日に開催。
23日
- 山田南実
- 沖口優奈
- 土光瑠璃子
- 崎川みずき
- 益田アンナ
- 深瀬みるく
- 森のんの
- 新海まき
- 立花紫音
- 相原美咲
- 山本ゆう
- 和地つかさ
- 猫宮あすか
- 木内くるみ
- 高坂琴水
- 葉月琴葉
- やしろじゅり
- 阿南萌花
- MOCHA
- 飴ちゃん
- 山本美羽

24日
- 山本栞
- 山田愛穂
- ツジ・ルイス
- 藤乃あおい
- 原つむぎ
- みれい（バーレスク東京）
- 愛萌なの
- 村上りいな
- ゆうみ
- 松尾美侑
- 鈴川侑奈
- 柚木えりな
- 葉山マリア
- 星乃まおり
- 桜りりぃ

### SPA!フェス2023プール撮影会[21]
2023年9月9日、10日に加須はなさき水上公園で開催。

### SPA!フェス35[22]
2023年11月19日に開催。
- アイドル祭り
  - iLiFE!
  - Appare!
  - ANA®KIE
  - アルテミスの翼
  - UtaGe!
  - SKE48 プリマステラ
  - かすみ草とステラ
  - JamsCollection
  - スーパーベイビーズ
  - chuLa
  - てぃあどろっぷ
  - ドラマチックレコード
  - Devil ANTHEM.
  - のんふぃく！
  - #ババババンビ
  - パラディーク
  - Peel the Apple
  - ♯PEXACOA
  - ベンジャス！
  - まねきケチャ
  - マジカル・パンチライン
  - 未来サプライズ
  - Ringwanderung
- ライブアイドル頂上決戦
  - アップアップガールズ（仮）
  - アポロンの翼
  - 月に足跡を残した6人の少女達は一体何を見たのか…
  - すたーちす
  - テラス×テラス
  - HACK
  - ♯ピコリフ
  - MY First Bae’s
  - Malcolm Mask McLaren
  - Rune collect.
- コンカフェ・メイドカフェ祭り
  - IDOLY
  - 気絶
  - ビスクドール
  - milk planet
  - melfi
  - 樂園
  - ワンダーパーラー

## 不祥事

### 皇室関連コラムでの誤植
1989年2月9日号の連載コラムにおいて、皇室関連の話題に触れた際に編集部側のミスにより、「大正天皇」を「大正洗脳」と誤植していたことが判明。該当号は発売中止となり、既に発送した分についても回収する事態となった。

### ヤレる女子大学生ランキング
2018年12月25日号の特集記事「ヤレる女子大学生ランキング」がネット上で女性蔑視だとして問題となった。国際基督教大学（ICU）学生らの女子大生グループを中心に抗議の署名活動がなされるなど騒動になった。
記事は「ヤレる女子大学生ランキング」として5つの大学を実名掲載するなど、女子学生を蔑視する内容として批判を浴びた。実名を挙げられた大学からは、大学ホームページへの抗議文の掲載や出版元の扶桑社への抗議が行われた。
2019年1月22日発売号に関連記事を掲載し、「実名を挙げてしまった大学および学生の方々、関係者の皆さまに改めてお詫び申し上げます」「女性の尊厳に対する配慮を欠いた記事で傷ついた女性、そして不快な思いをされた読者にも重ねてお詫びします」と謝罪し、署名活動を行った大学生らとの面会内容も載せた上で再発防止策を発表した。